# Њирмада
Њирмада (мађ. Nyírmada) је град у жупанији Саболч-Сатмар-Берег, у региону Северне Велике равнице у источној Мађарској.

## Географија
Покрива површину од 38,82 km2 (15 sq mi) и има популацију од 4.886 становника (2009).

## Историја
Јевреји су почели да се насељавају у Њирмаду средином 19. века. Постојо је млин за брашно у власништву Јевреја и фабрике соде, ликера, сирћета, сапуна и хемикалија. Јеврејска заједница је почела да функционише 1860. године, а у време раскола у мађарском јеврејству на Конгресу мађарских Јевреја (1869,1868) прикључила се православној струји. У пожару који је избио у граду 1892. године изгорела је зграда синагоге и зграда школе. Неколико година касније зграде су обновљене.
У марту 1944. године, уласком немачке војске у Мађарску, локалним Јеврејима је наређено да носе жуте значке и 19. априла 1944. Јевреји су концентрисани у зградама „беит мидраша“ (beit midrash), а синагога и њихови домови су конфисковани. Крајем априла превезени су у гето Кишварда, а месец дана касније послани у логор Биркенау код Аушвица. Најмлађи од њих су пребачени у концентрациони логор Дахау у Немачкој.
После рата, 40 преживелих вратило се у Њирмаду. Обновили су живот у заједници, али су током година напустили то место, а до 1957. Јевреји више нису живели у граду.

## Становништво
Године 2001. 91,5% становништва насеља се изјаснило као Мађари, а 8,5% роми.
Током пописа 2011, 92,3% становника се изјаснило као Мађари, 20,3% као Роми, 0,4% као Немци и 0,4% као Украјинци (7,5% се није изјаснило. Због двојног идентитета, укупан број већи може бити на 100 %). Верска дистрибуција је била следећа: римокатолици 18%, реформисани 50,1%, гркокатолици 11,8%, неденоминациони 6% (12,6% се није изјаснило).